# 2 novembre en sport
2 octobre 2 décembre
Chronologies thématiques
- Croisades
- Ferroviaires
- Disney

Le 2 novembre (306e jour de l'année ou 307e en cas d'année bissextile) en sport.

## Événements

### XIXesiècle
- 1865 :
  - (Boxe) : Jimmy Elliott est sur le point de combattre avec Bill Davis à la Pointe Pelée au Canada quand la police intervient et l'événement est annulé; le titre reste vacant avec les trois mêmes prétendants[1].
- 1881 :
  - (Baseball) : fondation aux États-Unis de l’American Association qui met en place un championnat dit « Majeur ».

### XXesièclede1901à1950
- 1914 :
  - (Football) : Sport Petrograd est champion de Petrograd (ex-Saint-Pétersbourg ; la ville a été rebaptisée le 1er août 1914).

### XXesièclede1951à2000
- 1965 :
  - (Automobile) :  à Bonneville Salt Flats, Craig Breedlove établit un nouveau record de vitesse terrestre : 893,966 km/h.

### XXIesiècle
- 2008 :
  - (Formule 1) : Grand Prix du Brésil. Lewis Hamilton devient, à 23 ans 9 mois et 26 jours, le plus jeune champion du monde de l'histoire.
- 2014 :
  - (Athlétisme) : lors du Marathon de New York, le Kényan Wilson Kipsang est entré dans la légende du marathon. Il est le premier à avoir gagné les trois courses les plus prestigieuses de la spécialité (Berlin, Londres et New York). Chez les femmes, la Kényane Mary Keitany s'impose pour la première fois de sa carrière.
  - (Formule 1) : au Grand Prix automobile des États-Unis, Lewis Hamilton sur une Mercedes s'impose, c'est sa dixième victoire de la saison, sa cinquième d'affilée. Son coéquipier Nico Rosberg est deuxième, et se retrouve avec 24 points de retard à deux courses de la fin. Troisième place pour Daniel Ricciardo.
  - (Hockey-sur-glace) : décès d'un enfant de huit ans après avoir été blessé par un palet envoyé dans les tribunes au cours du match entre Dunkerque et Reims.
  - (Tennis) : sans trembler le numéro un mondial Novak Djokovic remporte le Masters de Paris-Bercy pour la troisième fois de sa carrière, la deuxième fois consécutivement. Le Serbe a dominé logiquement le Canadien Milos Raonic 6-2, 6-3. Djokovic décroche le 20e titre de sa carrière dans cette catégorie de tournois.
  - (Voile) : départ de la 10e édition de la Route du Rhum à Saint-Malo. 91 skippers sont engagés dans la course pour rallier Pointe-à-Pitre en Guadeloupe.
- 2015 :
  - (Tennis /Masters 1000) : début du Tournoi de tennis de Paris-Bercy qui se déroule jusqu'au 8 novembre 2015.
- 2019 :
  - (Rugby à XV /Coupe du monde) : au stade international de Yokohama au Japon, après 1995 et 2007, les Springboks surclasse le XV de la Rose (32 -12) en finale de la Coupe du monde de rugby à XV[2].

## Naissances

### XIXesiècle
- 1874 : 
  - Tom Baddeley footballeur anglais. (5 sélections en équipe nationale). († 24 septembre 1946).
- 1877 : 
  - Victor Trumper joueur de cricket australien. (48 sélections en Test cricket). († 28 juin 1915).
- 1879 :
  - Marion Jones, joueuse de tennis américaine. Médaillée de bronze du simple dames et du double mixte aux Jeux de Paris 1900. Victorieuse des US Open 1899 et 1902. († 14 mars 1965).

### XXesièclede1901à1950
- 1902 : 
  - Santos Iriarte, footballeur uruguayen. Champion du monde de football 1930. (5 sélections en équipe nationale). († 10 novembre 1968).
- 1912 :
  - James Bickford, bobeur américain, († 3 octobre 1989).
- 1914 :
  - Johnny Vander Meer, joueur de baseball américain. († 6 octobre 1997).
- 1916 : 
  - Al Campanis, joueur de baseball puis directeur sportif américain. († 21 juin 1998).
- 1919 :
  - Kurt Koch, entraîneur de football allemand. († 9 novembre 2000).
- 1921 : 
  - Bill Mosienko, hockeyeur sur glace canadien. († 9 juillet 1994).
- 1923 : 
  - Cesare Rubini, basketteur puis entraîneur et entraîneur-joueur de water-polo italien. (39 sélections en équipe d'Italie de basket). Sélectionneur de l'équipe d'Italie de basket, médaillée d'argent aux Jeux de Moscou 1980 puis championne d'Europe de basket-ball 1983. Vainqueur de l'Euroligue 1966 et des Coupe Saporta 1971 et 1972. Champion olympique de water-polo aux Jeux de Londres 1948 puis médaillé de bronze aux Jeux d’Helsinki 1952. Champion d'Europe de water-polo 1947. (84 sélections en équipe d'Italie de water-polo). († 8 février 2011).
- 1924 : 
  - David William Bauer, entraîneur de hockey sur glace canadien. († 9 novembre 1988).
- 1934 : 
  - Ken Rosewall, joueur de tennis australien. Vainqueur des Open d'Australie 1953, 1955, 1971 et 1972, des Roland Garros 1953 et 1968, des US Open 1956 et 1970, et des Coupe Davis 1953, 1955, 1956 et 1973.
- 1945 : 
  - Yórgos Kolokythás, basketteur puis dirigeant sportif grec. (90 sélections en équipe nationale). († 2 mars 2013).
  - Larry Little, joueur de foot U.S. américain.
- 1946 : 
  - Alan Jones, pilote de F1 australien. Champion du monde de Formule 1 1980. (12 victoires en Grand Prix).

### XXesièclede1951à2000
- 1951 :
  - Jean-Michel Aguirre, joueur de rugby à XV français. Vainqueur du Grand Chelem 1977. (39 sélections en équipe de France).
- 1953 :
  - Gerry Roufs, navigateur canadien. († ? 1997).
- 1957 :
  - Lucien Favre, footballeur puis entraîneur suisse.
- 1958 :
  - Willie McGee, joueur de baseball américain.
- 1959 :
  - Saïd Aouita, athlète de fond et demi-fond puis directeur sportif marocain. Champion olympique du 5 000 m aux Jeux de Los Angeles 1984 et médaillé de bronze du 1 500 m aux Jeux de Séoul 1988. Champion du monde d'athlétisme du 5 000 m 1987. Champion d'Afrique d'athlétisme du 1 500 m 1984.
- 1960 :
  - Rosalyn Fairbank, joueuse de tennis sud-africaine.
- 1962 :
  - Mustapha Boukar, footballeur algérien. (8 sélections en équipe d'Algérie).
  - Medina Dixon, basketteuse américaine. Championne du monde de basket-ball féminin 1990.
  - Jukka Jalonen, hockeyeur sur glace puis entraîneur finlandais. Sélectionneur de l'équipe de Finlande de 2008 à 2013 championne du monde 2011.
  - Mokhtar Kechamli, footballeur algérien. (10 sélections en équipe d'Algérie).
  - Rónald Marín, footballeur costaricien. (3 sélections en équipe du Costa Rica).
  - Alan Martin Smith, footballeur anglais. (13 sélections en équipe d'Angleterre).
- 1963 :
  - Dragoljub Brnović footballeur yougoslave puis monténégrin. (25 sélections avec l'équipe de Yougoslavie).
- 1967 :
  - Rachid Belaziz lutteur marocain.
  - Derek Porter, rameur canadien. Champion olympique du huit aux Jeux de Barcelone 1992 puis médaillé d'argent du skiff aux Jeux d'Atlanta 1996.
  - Ferial Salhi fleurettiste puis dirigeante sportive algérienne. Médaillée d'argent aux CA d'Escrime 1995.
- 1968 :
  - Keith Jennings, basketteur puis entraîneur américain.
- 1972 :
  - Alex Pella, skipper espagnol. Vainqueur du Trophée Jules-Verne 2017.
  - Darío Silva footballeur uruguayen. (49 sélections en équipe nationale).
  - Vladimir Vorobiov, hockeyeur sur glace puis entraîneur russe.
- 1974 :
  - Orlando Cabrera, joueur de baseball colombien.
  - Rouslan Saleï, hockeyeur sur glace biélorusso-russe. († 7 septembre 2011).
- 1975 :
  - Jérémie Dufour, pilote de courses automobile d'endurance français.
  - Stéphane Sarrazin, pilote de courses automobile d'endurance français.
- 1976 :
  - Thierry Omeyer, gardien de handball français. Champion olympique aux Jeux de Pékin 2008 et aux Jeux de Londres 2012 puis vice-champion olympique aux Jeux de Rio 2016. Champion du monde 2001, 2009, 2011, 2015 et 2017. Champion d'Europe 2006, 2010 et 2014. Vainqueur de la Ligue des champions 2003, 2007, 2010 et 2012. 358 sélections en équipe de France.
  - Sidney Ponson, joueur de baseball américain.
- 1977 :
  - Rodney Buford, basketteur américain.
  - Konstantínos Iconomídis, joueur de tennis grec.
  - Leon Taylor, plongeur britannique. Médaillé d'argent du synchronisé à 10m aux Jeux d'Athènes 2004.
- 1978 :
  - Noah Ngeny, athlète de demi-fond kényan. Champion olympique sur 1 500 m aux Jeux de Sydney 2000.
  - Carmen Cali, joueur de baseball américain.
- 1979 :
  - Marián Čišovský footballeur slovaque. (15 sélections en équipe nationale). († 28 juin 2020).
  - Lassi Huuskonen, sauteur à ski finlandais.
- 1980 :
  - Diego Lugano footballeur uruguayo-italien. Vainqueur de la Copa América 2011 et de la Copa Libertadores 2005. (95 sélections en équipe nationale).
  - Karin Ruckstuhl, athlète d'épreuves combinées néerlandaise.
- 1981 :
  - Rafael Márquez Lugo footballeur mexicain. (16 sélections en équipe nationale).
  - Roddy White, joueur de foot U.S. américain.
- 1982 :
  - Koumiba Djossouvi, joueuse de rugby à XV française. Victorieuse du Grand Chelem 2014. (18 sélections en équipe de France).
  - Yunel Escobar, joueur de baseball cubain.
  - Charles Itandje footballeur franco-camerounais. (12 sélections avec l'équipe du Cameroun).
  - Borko Ristovski, handballeur macédonien. (115 sélections en équipe nationale).
- 1983 :
  - Alain Schmitt, judoka français. Médaillé de bronze des -81 kg aux Mondiaux de judo 2013.
- 1985 :
  - Danny Amendola, joueur de foot U.S. américain.
  - Lucas González Amorosino, joueur de rugby à XV et de rugby à sept argentin. (49 sélections en équipe nationale de rugby à XV et 21 dans celle de rugby à sept).
  - Alexander Khatuntsev, cycliste sur route russe.
  - Tahirou Sani, basketteur franco-malien. (10 sélections avec l'équipe du Mali).
- 1986 :
  - Andy Rautins, basketteur canadien.
- 1987 :
  - Hwang Ye-sul, judokate sud-coréenne. Championne d'Asie de judo des -70kg 2011, 2012 et 2013.
  - Alexander Todua, joueur de rugby à XV géorgien. Vainqueur des Championnats européen des nations 2008, 2010, 2012, 2014, 2016, 2018, 2019, 2020, 2021, 2022 et 2023. (102 sélections en équipe nationale).
- 1988 :
  - Julia Görges, joueuse de tennis allemande.
  - Igor Karačić, handballeur croato-bosnien. Vainqueur des Ligue des champions 2017 et 2019. (39 sélections avec l'équipe de Croatie).
  - Karsten Tadda, basketteur allemand. (87 sélections en équipe nationale).
- 1989 :
  - Stevan Jovetić, footballeur monténégrin. (51 sélections en équipe nationale).
  - Luke Schenn, hockeyeur sur glace canadien.
- 1990 :
  - Diana Sujew, athlète de demi-fond allemande.
  - Kévin Tillie, volleyeur français. Champion d'Europe de volley-ball masculin 2015. (203 sélections en équipe de France).
- 1991 :
  - Jimmy Garoppolo, joueur de foot U.S. américain.
- 1992 :
  - Rémi Mulumba, footballeur franco-congolais. (11 sélections avec l'équipe de République démocratique du Congo).
  - Rodrigo Silva, joueur de rugby à XV et de rugby à sept uruguayen. (77 sélections en équipe nationale de rugby à XV et 2 dans celle de rugby à sept).
- 1993 :
  - Michał Michalak, basketteur polonais.
  - Radwa Reda, taekwondoïste égyptienne. Championne d'Afrique de taekwondo des -53 kg 2012, 2014, 2016 et des -63 kg 2018.
- 1994 :
  - Hanane Aït El Haj, footballeuse marocaine.
- 1999 :
  - Lilian Brassier, footballeur français.
- 2000 :
  - Jerónimo Portela, joueur de rugby à XV et de rugby à sept portugais. (26 sélections en équipe nationale de rugby à XV et 6 dans celle de rugby à sept).

### XXIesiècle
- 2001 :
  - Moisés Caicedo, footballeur équatorien.
  - Juliette Gelin, volleyeuse française. (73 sélections en équipe de France).
  - Lazar Pavlović, footballeur serbe.
- 2002 :
  - Diogo Nascimento, footballeur portugais.
- 2003 :
  - Deborah Abiodun, footballeuse nigériane. (2 sélections en équipe nationale).
  - Jochem Ritmeester van de Kamp, footballeur néerlandais.
- 2004 :
  - Sergei Pinyayev, footballeur russe.

## Décès

### XIXesiècle
- 1895 : 
  - Jack Dempsey, 32 ans, boxeur irlandais. Champion du monde poids moyens de boxe anglaise de 1884 à 1891. (° 15 décembre 1862).

### XXesièclede1901à1950
- 1919 :
  - Bobby Templeton, 39 ans, footballeur écossais. (11 sélections en équipe nationale). (° 29 mars 1880).
- 1927 :
  - Jean Danion, 25 ans, joueur de rugby à XV français. (° 3 janvier 1902).
- 1930 : 
  - Viggo Jensen, 56 ans, haltérophile, tireur, gymnaste et athlète de lancers danois. Champion olympique poids lourd à deux bras et médaillé d'argent poids lourd à un bras en haltérophilie et médaillé de bronze dans l'épreuve de tir à la carabine à ordonnance à 300 m aux Jeux d'Athènes 1896. (° 22 juin 1874).
- 1935 : 
  - Rudolf Steinweg, 47 ans, pilote de courses automobile allemand. (° 1888).
- 1944 :
  - José Morales, 34 ans, footballeur péruvien. (10 sélections en équipe nationale). (° 15 mars 1910 en sport).

### XXesièclede1951à2000
- 1955 :
  - René Widmer, 76 ans, athlète français. (° 26 octobre 1879).
- 1962 :
  - Ollie Reinikka, 61 ans, joueur de hockey sur glace canadien. (° 2 août 1901).
- 1964 : 
  - Oscar Asmundson, 55 ans, hockeyeur sur glace puis entraîneur canadien. (° 17 novembre 1908).
- 1969 :
  - Teodor Peterek, 58 ans, footballeur polonais. (9 sélections en équipe nationale). (° 7 novembre 1910).
- 1970 :
  - René Pinchart, 79 ans, gymnaste et escrimeur belge. Médaillé de bronze du système suédois par équipes aux Jeux olympiques de 1920. (° 24 juin 1891).
  - Pierre Veyron, 67 ans, pilote automobile français. Vainqueur des 24 Heures du Mans en 1939. (° 1er octobre 1903).
- 1971 :
  - Edwin Frazier, 64 ans, joueur de hockey sur glace américain. Médaillé d'argent lors des Jeux olympiques d'hiver de 1932. (° 21 janvier 1907).
- 1976 : 
  - Alexis Michiels, 82 ans, cycliste sur route belge. Vainqueur de Paris-Bruxelles 1919. (° 19 décembre 1893).
- 1978 :
  - René Deguai, 77 ans, coureur cycliste français. (° 6 décembre 1900).
  - Sydney Regan, 79 ans, footballeur puis entraîneur anglais. (° 2 avril 1899).
- 1988 :
  - Robert Laforgue, 80 ans, coureur cycliste français. (° 1er décembre 1907).
- 1991 :
  - Jimmy Hull, 74 ans, joueur de basket-ball américain. (° 15 février 1917).
- 1999 :
  - Richard Voliva, 87 ans, lutteur américain spécialiste de la lutte libre. Médaillé d'argent des poids moyens aux Jeux olympiques d'été de 1936. (° 18 octobre 1912).
- 2000 :
  - Simeon Simeonov, 54 ans, footballeur bulgare. (34 sélections en équipe nationale). (° 26 mars 1946).

### XXIesiècle
- 2001 :
  - Louis Garzoli, 82 ans, coureur cycliste italien. (° 10 juillet 1919).
- 2003 :
  - Charles Megnin, 88 ans, athlète britannique. Médaillé de bronze du 50 km marche aux Championnats d'Europe de 1946. (° 1er avril 1915).
- 2004 : 
  - Gerrie Knetemann, 53 ans, cycliste sur route néerlandais. Champion du monde de cyclisme sur route 1978. Vainqueur des Amstel Gold Race 1974 et 1985. (° 6 mars 1951).
- 2005 : 
  - Ferruccio Valcareggi, 85 ans, footballeur puis entraîneur italien. Sélectionneur de l'équipe d'Italie de 1967 à 1974. Champion d'Europe en 1968. (° 12 février 1919).
- 2006 :
  - Matt Leanderson, 75 ans, rameur d'aviron américain. Médaillé de bronze du quatre avec barreur aux Jeux olympiques d'été de 1952. (° 11 mars 1931).
- 2007 : 
  - Don Freeland, 82 ans, pilote de courses automobile d'endurance américain. (° 25 mars 1925).
- 2008 :
  - Bernard Curt, 63 ans, joueur de rugby à XIII français. (8 sélections en équipe nationale). (° 9 septembre 1945).
  - Jacques Lunis, 85 ans, athlète de sprint français. Médaillé d'argent du relais 4×400m aux Jeux de Londres 1948. Champion d'Europe d'athlétisme du relais 4×400m et médaillé d'argent du 400 m en 1946, médaillé d'argent du 400 m aux Championnats d'Europe d'athlétisme 1950. (° 27 mai 1923).
- 2010 : 
  - Andy Irons, 32 ans, surfeur américain. Champion du monde de surf en 2002, 2003 et 2004. (° 24 juillet 1978).
- 2011 :
  - Jan Bochenek, 80 ans, haltérophile polonais. Médaillé de bronze des moins de 82,5 kg aux Jeux olympiques d'été de 1960. (° 20 septembre 1931).
  - Artur Quaresma, 94 ans, footballeur puis entraîneur portugais. (5 sélections en équipe nationale). (° 27 juin 1917).
- 2012 : 
  - Milt Campbell, 78 ans, athlète d'épreuves combinées américain. Médaillé d'argent du décathlon aux Jeux d'Helsinki 1952 puis champion olympique du décathlon aux Jeux de Melbourne 1956. (° 9 décembre 1933).
  - Hans Norberg, 53 ans, joueur de hockey sur glace suédois. (° 11 août 1959).
- 2013 :
  - Walt Bellamy, 74 ans, joueur de basket-ball américain. Champion olympique lors des Jeux de Rome en 1960. (° 24 juillet 1939).
- 2014 :
  - Kévin Denis, 27 ans, coureur cycliste français. (° 22 mars 1987).
- 2015 :
  - Mike Davies, 79 ans, joueur de tennis gallois. (° 9 janvier 1936).
  - Eddie Milner, 60 ans, joueur de baseball américain. (° 21 mai 1955).
  - Alexandre Yankoff, 84 ans, athlète français. (° 27 juin 1931).
- 2016 :
  - Fodil Oulkhiar, 72 ans, footballeur algérien. (3 sélections en équipe nationale). (° 15 janvier 1944).
  - Jean-Marie Trappeniers, 74 ans, footballeur belge. (11 sélections en équipe nationale). (° 13 janvier 1942).
- 2019 :
  - Sigvard Ericsson, 89 ans, patineur de vitesse suédois. Champion du monde de patinage de vitesse en 1955. Champion olympique du 10 000 m et médaillé d'argent du 5 000 m lors des Jeux d'hiver de 1956. (° 17 juillet 1930).
- 2020 :
  - Nancy Darsch, 68 ans, joueuse puis entraîneuse de basket-ball américaine. (° 29 décembre 1951).
- 2021 :
  - Tom Matte, 82 ans, joueur américain de football américain. Vainqueur du Super Bowl en 1971 avec les Colts de Baltimore. (° 14 juin 1939).
- 2023 :
  - Walter Davis, 69 ans, joueur de basket-ball américain. Champion olympique lors des Jeux d'été de 1976. (° 9 septembre 1954).